# San José Obrero, Michoacán de Ocampo
San José Obrero är en ort i Mexiko.   Den ligger i kommunen Taretan och delstaten Michoacán de Ocampo, i den södra delen av landet, 290 km väster om huvudstaden Mexico City. San José Obrero ligger 1 082 meter över havet och antalet invånare är 198.
Terrängen runt San José Obrero är lite bergig, och sluttar söderut. Runt San José Obrero är det ganska glesbefolkat, med 47 invånare per kvadratkilometer. Närmaste större samhälle är Uruapan, 17,7 km nordväst om San José Obrero. I omgivningarna runt San José Obrero växer huvudsakligen savannskog.